# Hibiscus cuneiformis
Hibiscus cuneiformis är en malvaväxtart som beskrevs av Dc.. Hibiscus cuneiformis ingår i Hibiskussläktet som ingår i familjen malvaväxter. Inga underarter finns listade i Catalogue of Life.